# Леопольд Ауенбруггер
Леопольд Ауенбруггер (нім. Johann Leopold Auenbrugger) — австрійський лікар, літератор, лібретист. Вважається винахідником однієї з методик фізикального обстеження — перкусії, у той час як француз Рене Лаеннек винайшов стетоскоп у 1816 році. Однак їм обом передував італійський лікар Джованні Марія Ланцес (1654-1720), який вперше описав перкусію грудної кістки.

## Біографія
Син корчмаря. Є свідчення, що в дитинстві він допомагав батькові в таверні «Zum Schwarzen Mohren» і таким чином навчився оцінювати рівень наповнення винних бочок, постукуючи по їхній стінці.
Спочатку він вивчав медицину в Грацькому університеті, потім у Відні, де після закінчення навчання працював лікарем в Іспанській лікарні з 1751 року і отримав ступінь доктора 18 листопада 1752 року. Його вчителем був Гергард фон Світен, який провів деякі реформи у навчанні медицині. На Ауенбруггера так сильно вплинув його вчитель, що він присвятив йому одну зі своїх книг. Це була книга, опублікована в 1776 році, в якій Ауенбруггер запропонував камфору як засіб для лікування особливої форми манії.
З 1751 по 1758 рік Ауенбруггер працював помічником лікаря в іспанському військовому госпіталі, але не отримував платні до 1755 року. Через його роботу в госпіталі імператриця Марія Терезія в 1757 році наказала медичному факультету прийняти його до членів без плати. З 1758 по 1762 рік він був головним лікарем в Іспанській лікарні, отримавши досвід діагностики захворювань грудної клітки. Після Іспанської лікарні Ауенбрюггер став одним із найвидатніших лікарів Відня.
У 1754 році, коли він ще працював волонтером у госпіталі, Ауенбруггер задумав метод перкусії грудної клітки, щоб мати можливість судити про стан підлеглих органів на основі звуку. У 1781 році він написав лібрето для комічної опери Антоніо Сальєрі «Сажотрус», і йому, безсумнівно, допомогли в розвитку його діагностичної техніки перкусії власні музичні навички, які дозволили йому сприймати різницю в тонах під час постукувань по грудній клітці.
Протягом семи років він спостерігав за змінами перкуторного звуку, спричиненими хворобами легень та серця, у пацієнтів Іспанської лікарні, перевіряючи та контролюючи свої висновки за допомогою розтинів трупів і експериментів. Він намагався довести свою теорію глушіння звуку за допомогою бочок, які він наповнював рідиною до різних рівнів, і порівнюючи з перкусією людських тіл, певні органи яких були заповнені рідиною. Він намагався довести свою теорію глушіння звуку за допомогою бочок, які він наповнював рідиною до різних рівнів, і порівнюючи з перкусією людських тіл, певні органи яких були заповнені рідиною. Ауенбруггер опублікував своє відкриття у Відні в 1861 році в книзі під назвою «Нове відкриття, яке дозволяє лікарю за допомогою перкусії людської грудної клітки виявити хвороби, приховані в грудній клітці». У ній він описав, які звуки характерні для різних захворювань грудної клітки.
Якщо постукати кінчиками пальців по стінці здорової грудної клітки, то відчувається звук, схожий на звук барабана. Захворювання органів грудної порожнини змінюють нормальний тон постукування на високий або тимпанічний звук, нечіткий або тупий звук. Цю невелику книгу сьогодні вважають однією з найвидатніших класичних книг у медичній літературі.
За півроку він опублікував книгу про захворювання легень у робітників кам'яних кар'єрів.
Незважаючи на те, що його відкриття було надзвичайно важливим і сьогодні все ще залишається одним з основних діагностичних методів, у світі медицини воно мало дефіцит уваги. Максиміліан Штоль, тодішній директор медичної клініки в Іспанській лікарні у Відні, випробував новий метод і високо оцінив його в одній зі своїх книг. Проте епохальний винахід Ауенбруггера навряд чи вийшов за межі міста Відень у XVIII столітті. Книгу було рецензовано в кількох журналах, вперше її згадав, ймовірно, Олівер Голдсміт у Лондоні. Першим віденським лікарем, який серйозно поставився до винаходу Ауенбруггера, був анатом Йоганн Людвіг Гассер, який випробував перкусію Ауенбруггера на трупах і підтвердив її цінність. Гассер помер, перш ніж він зміг опублікувати свої результати. Це зробив Майкл Юліус Гантер у 1764 році.
Однак більш впливовою, ніж ці позитивні посилання, була думка німецького лікаря Рудольфа Августина Фогеля (Rudolf Augustin Vogel), який не міг знайти нічого нового в «Inventum novum». Він стверджував, що бачить в ньому лише наслідування Гіппократу.
Антон де Гаен, керівник Віденської клініки, ніколи не згадували про перкусію Ауенбруггера, навіть коли обговорювали захворювання грудної клітки, але Максиміліан Штолль, наступник де Гаена, описав її у своїх публікаціях і систематично викладав її біля ліжка. Поширення техніки Ауенбруггера було перервано передчасною смертю Штолля. Його наступники нічого не зробили для продовження його роботи.
Незважаючи на це, перкусію використовували як діагностичний інструмент. Так Генріх Каллізен (1740-1824), хірург у Копенгагені, повідомив про кілька спостережень, отриманих за допомогою перкусії, у своїй «Системі думок» (1788). Паризький хірург Рафаель Б'єнвеню Сабатьє (1732-1811) використав її з користю для діагностики емпієми плеври. Перкусію практикували та викладали в кількох німецьких університетах, включаючи такі в Галле, Віттенберзі, Вюрцбургу і Ростоку.
Людиною, яка зробила техніку Ауенбруггера всесвітньо відомою, став Жан-Ніколя Корвізар, улюблений лікар Наполеона. Читаючи одну з книг Столля, він знайшов посилання на відкриття Ауенбруггера, досліджував його метод протягом кількох років і незабаром навчив цьому своїх студентів. Корвізар переклав трактат Ауенбруггера з латини і опублікував його з анотаціями в 1808 році, за рік до смерті Ауенбруггера. Завдяки славі Корвізара та його чудовому перекладу новина про велике відкриття швидко поширилася в медичному світі.
Дивовижною роботою Ауенбруггера є книга «Тихе божевілля, або прагнення до самогубства як справжня хвороба», видана в 1783 році.
12 листопада 1783 року Ауенбруггер був посвячений у лицарі за внесок у медицину імператором Йосифом II. Відтоді його повне ім'я було Йозеф Леопольд Едлер фон Ауенбруггер.
Також його призначено на посаду виїзного екзаменатора на медичному факультеті.

## Основні праці
- Inventum novum ex percussione thoracis humani ut signo abstrusos interni pectoris morbos detegendi. Vindobonae, J. T. Trattner, 1761, 1763, 1775. / Нова знахідка перкусії грудної клітки людини як сигнал для виявлення неясних внутрішніх захворювань грудної клітки
- Manuel des pulmoniques, ou traité complet des maladies de la poitrine. On y a joint une nouvelle méthode de rennoitre ces mêmes maladies par la percussion du thorax, traduite du Latin. 2 parts in one volume. Paris, Humaire, 1770. 319 pages. / Посібник з пульмонології, або Повний трактат про хвороби грудної клітки. Додано новий метод виявлення цих самих захворювань за допомогою перкусії грудної клітки.
- La nouvelle méthode pour reconnaître les maladies internes de poitrine par la percussion de cette cavité. Paris, 1808. / Новий метод розпізнавання внутрішніх захворювань грудної клітки шляхом перкусії цієї порожнини.
- Experimentum nascens de remedio specifico sub signo specifico in mania virorum. 1776. / Застосування камфори для лікування деяких форм манії